# Diocesi di Briançonnet
La diocesi di Briançonnet (in latino: Dioecesis Bricantiensis) è una sede soppressa e sede titolare della Chiesa cattolica.

## Storia
Briançonnet, importante oppidum romano (Brigomagus) che ebbe il suo apogeo nel corso del III secolo, fu probabilmente una sede vescovile di breve durata, il cui territorio a partire dal VI secolo fu annesso a quello della diocesi di Glandèves.
Dal 9 febbraio 2009 Briançonnet è annoverata tra le sedi vescovili titolari della Chiesa cattolica; dal 9 marzo 2018 il vescovo titolare è Jean-Marie Le Vert, vescovo ausiliare di Bordeaux.

## Cronotassi dei vescovi titolari
- Jean-Marie Charles André Le Vert, dal 9 marzo 2018